# Camp de Llíria
El Camp de Llíria és una històrica comarca del País Valencià que actualment es troba integrada en la comarca del Camp de Túria. Hi formaven part els municipis actuals de Benaguasil, Benissanó, Bétera, Casinos, L'Eliana, Llíria, i La Pobla de Vallbona. Apareix al mapa de comarques d'Emili Beüt "Comarques naturals del Regne de València" publicat l'any 1934.